# Artur Schnabel
Ne doit pas être confondu avec Arthur Schnabel.
Pour les articles homonymes, voir Schnabel.
Artur Schnabel, né à Kunzendorf (actuelle Lipnik) près de Bielitz (Autriche-Hongrie) le 17 avril 1882 et mort à Axenstein, près de Morschach (Suisse), le 15 août 1951, est un pianiste, compositeur et pédagogue autrichien.
Son répertoire de prédilection est Beethoven et Schubert dont il a donné un modèle d'interprétation qui fait référence dans le monde entier. Avec Wilhelm Kempff et Wilhelm Backhaus il appartient à la légende des grands pianistes germaniques de la première moitié du XXe siècle.

## Biographie
Né dans une famille juive, Artur Schnabel – de son vrai prénom Aaron – se fait remarquer par ses prédispositions pour la musique et part étudier à Vienne dès l'âge de sept ans la théorie musicale avec Mandyczewski et le piano avec le célèbre Leschetizky. Il fait alors la connaissance de Brahms, qu'il accompagne durant ses promenades dominicales.
En 1900, le jeune pianiste s'installe à Berlin où sa renommée ne va cesser de grandir. Il rencontre la contre-alto Therese Behr, sa future épouse, qu'il accompagne notamment dans les lieder de Schubert. L'acteur Stefan Schnabel (1912-1999) est né de leur union.
Il joua de la musique de chambre avec Carl Flesch et Hugo Becker qui formèrent un trio pour piano.
Artur Schnabel fuit l'Allemagne dès l'arrivée du nazisme au pouvoir en 1933 pour Londres, puis Tremezzo (sur le lac de Côme) et enfin pour les États-Unis, quand la guerre éclate en 1939. Il se tourne alors plus particulièrement vers la composition et l'enseignement.
Après la  guerre, Schnabel se refuse à pardonner l'Allemagne et n'accepte pas d'y retourner, malgré l'invitation de Furtwängler. Mais tout de même pris par le « mal du pays » germanique, il passe les dernières années de sa vie en Suisse, à Morschach, où il meurt en 1951.

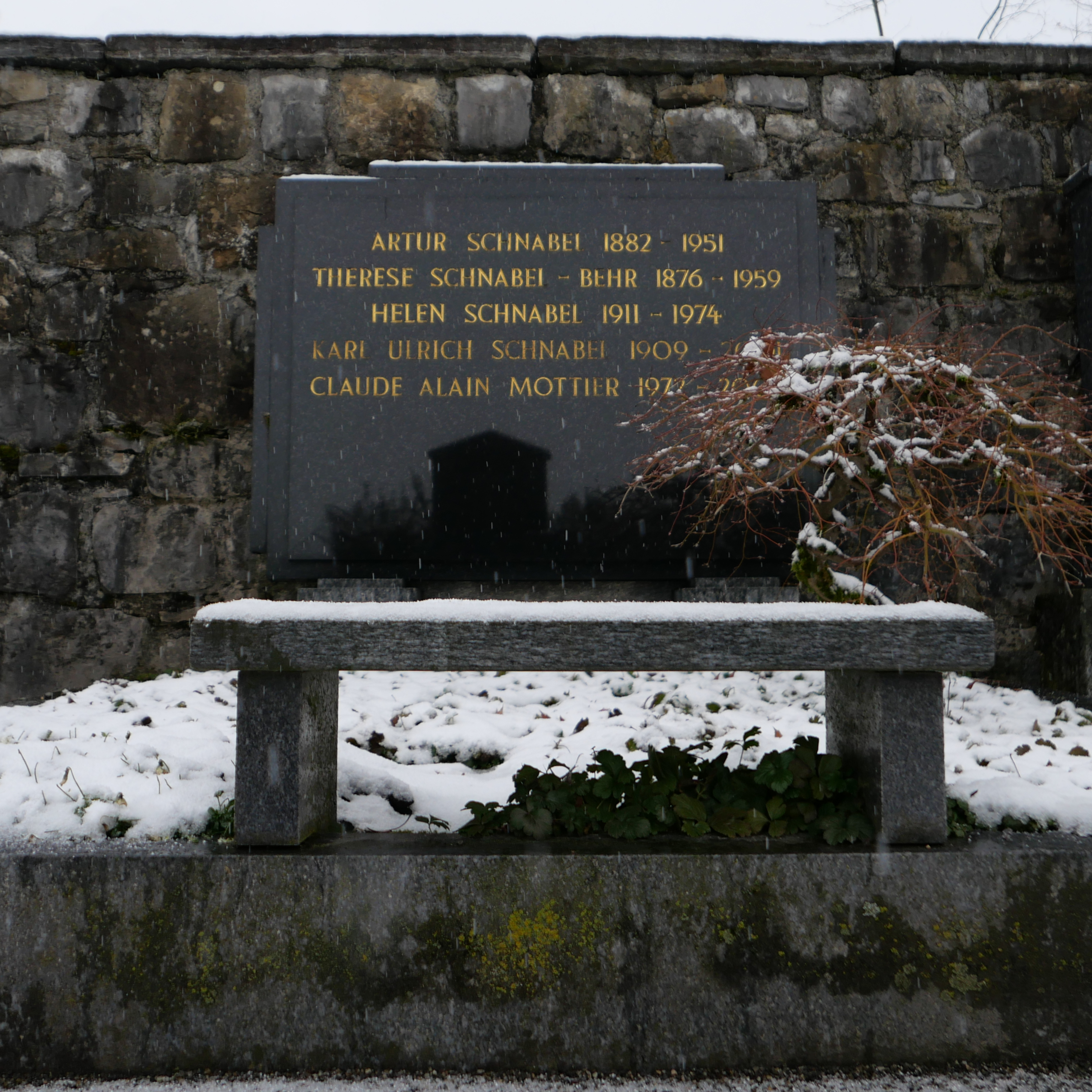
La tombe familiale en janvier 2024.

Schnabel a trouvé sa dernière demeure au cimetière de Schwyz, chef-lieu du canton du même nom. Son épouse Thérèse, leur fils Karl Ulrich (1909-2001), également pianiste, son épouse Helen, née Fogel (1911-1974), pianiste américaine, et leur petit-fils Claude Alain Mottier (1972-2002), qui est également devenu pianiste et est décédé dans un accident de la route sans que ce soit de sa faute, a été enterré. En 2006, la commune de Schwyz a déclaré la tombe familiale monument historique, ce qui signifie qu'elle est protégée durablement contre l'abandon.

## Le pianiste
Artur Schnabel était issu de la lignée pianistique de Beethoven. En effet, le maître du pianiste, Leschetizky, fut l'élève de Czerny, qui lui-même avait été celui de Beethoven.
De ses grands maîtres du piano tels Schubert, Schumann, Mozart et Beethoven, Schnabel ne va cesser d'approfondir l'étude tout au long de sa vie. Son rôle historique s'avère majeur : il est le premier à jouer l'intégralité des 32 sonates pour piano de Beethoven – dont beaucoup étaient alors peu fréquentées – dans des cycles de concerts, en 1927 et 1933 à Berlin, en 1934 à Londres et en 1936 à New York. De 1932 à 1937, il réalise le premier enregistrement intégral des 32 sonates, l'une des références majeures pour ce cycle.
Ce qu'il fit pour l'œuvre de Schubert est tout aussi notable. Délaissée par les interprètes, seules en émergeaient quelques séries de danses dont les éditeurs faisaient des potpourris ; et l'important corpus des sonates pour piano, un monument du piano romantique allemand, était tombé dans l'oubli le plus total. Suivant les conseils de son maître Leschetizky, il les réhabilita en les imposant dans ses concerts et en leur amenant un nouvel auditoire peu à peu conquis par la musique du compositeur viennois.
Le jeu d'Artur Schnabel appartenait encore à la période romantique, dans le sens qu'il était un pianiste à risques : la qualité primait chez lui sur la sûreté, et il rejetait le principe d'un jeu qui, pour éviter à tout prix la moindre fausse note, mettait l'âme au second plan[réf. souhaitée]. Son toucher faisait preuve d'une grande subtilité et d'une palette de nuance étendue. Son utilisation de la pédale, extrêmement dosée, relevait d'une technique peu commune[réf. souhaitée]. Outre ses nombreux enregistrements, les éditions technico-interprétatives réalisées par Schnabel - notamment des Sonates de Beethoven - nous permettent d'analyser toutes les facettes de son jeu pianistique. Grand interprète de musique de chambre, Schnabel sut s'entourer des plus grands de son époque : les violoncellistes Casals, Fournier et Feuermann, ou encore le violoniste Szigeti, avec qui il réalisa des enregistrements historiques.

## Le compositeur
Schnabel laisse aussi une œuvre musicale importante. Elle peut rester tonale et se situe alors dans la lignée de Gustav Mahler (cf. 10 Lieder op. 11). Lorsqu'elle devient atonale, elle s'avère très influencée par Schönberg, faisant preuve de recherches harmoniques très poussées, et nous livre un aspect important de sa personnalité. On trouve ainsi dans cette production très variée trois symphonies, un concerto pour piano, des quatuors à cordes, des œuvres pour piano ou encore des pièces de musique de chambre.

## Citations
- « Les sonates pour piano de Mozart sont trop faciles pour les enfants et trop difficiles pour les adultes. »
- « L'inconvénient du piano, c'est que chaque note juste est située entre deux fausses. »
- « Je connais les jours fastes, mais pas les jours fériés. »
- « Un interprète devrait être comme un guide en montagne. La personnalité du guide acquiert de plus en plus d'importance au fur et à mesure que l'on grimpe plus haut ; mais à partir d'un certain niveau il faut qu'il veille à ce que celui dont il a la charge, le grimpeur guidé, soit davantage intéressée par la montagne que par le guide. Autrement, il ne serait pas un bon guide. »[3]